# Bzikebi
Bzikebi (ბზიკები) est un groupe géorgien composé de Giorgi Shiolashvili, Mariam Kikuashvili et de Mariam Tatulashvili. Bzikebi veut dire "Guêpes" en géorgien. Ils remportent le Concours Eurovision de la chanson junior en 2008 pour leur pays la Géorgie avec la chanson "Bzzz" basé sur le langage des guêpes.